# Медаль «На згадку Вітчизняної війни 1812 року»
Медаль «На згадку Вітчизняної війни 1812 року» заснована імператором Олександром I на згадку про Французько-російську війну. 5 лютого 1813 була заснована срібна медаль, а 30 серпня 1814 була заснована ще одна медаль, виконана з темної бронзи.

## Срібна медаль
5 лютого 1813 вийшов імператорський указ про надання учасникам звільнення російської землі від навали Наполеона нагородної медалі «На згадку Вітчизняної війни 1812 року», в якому були такі слова Олександра I:
|  | «Воїни! славетний і пам'ятний рік, в який нечуваним і зразковим чином вразили і покарали ви зухвалого вступити до Батьківщини вашого лютого і сильного ворога, славний рік цей минул, але не пройдуть і не замовкнуть скоєні в ньому гучні справи і подвиги ваші: ви кров'ю своєю врятували Батьківщину від багатьох народів і Царств, що скупчилися проти нього. Ви працями, терпінням і ранами своїми придбали подяку від своєї та повагу від чужих Держав. Ви мужністю і хоробрістю своєю показали світлу, що де Бог і віра в серцях народних, там хоч ворожі сили подібні були до хвиль Окіяна, але всі вони, як про тверду непохитну гору, розсипляться і журяться. З усієї люті і люті їх залишиться лише стогін і шум смерті. Воїни! в ознаменування цих незабутніх подвигів ваших наказали Ми вибити і освятити срібну медаль, яка з накресленням на ній минулого, настільки пам'ятного 1812 року, має на блакитній стрічці прикрашати непереборний щит Батьківщини, груди ваші. Кожен із вас гідний носити на собі цей пам'ятний знак, це свідчення праць, хоробрості та участі у славі; бо всі ви одинаку несли тягар і одностайною мужністю дихали. Ви справедливо можете пишатися цим знаком. Він виявляє у вас істинних синів Вітчизни, що благословляються Богом. Вороги ваші, бачачи його на грудях ваших, нехай затремтять, знаючи, що під ним палає хоробрість, не на страху чи користолюбстві заснована, але на любові до віри та Батьківщини і, отже, нічим непереможна». |

22 грудня 1813 року вийшов іменний указ нового головнокомандувача арміями М. Барклая-де-Толлі «Про роздачу встановленої (срібної) медалі на згадку про 1812 рік». На її лицьовій стороні, у середині поля, зображено «всевидюче око», оточене променистим сяйвом; внизу вказана дата — «1812». На зворотному боці медалі прямий чотирирядковий напис, запозичений з Псалтиря: «НЕ НАМ — НЕ НАМ — А ІМЕНІ — ТВОЄМУ» (Пс 113:9). Медаль називалася «На згадку про вітчизняну війну 1812 року». Слово «вітчизняної» писалося з малої літери.Серебряная медаль была выдана
|  | «…стройовим чинам в армії та ополченнях всім без вилучення, які діяли проти ворога протягом 1812 року. З нестройових, Священикам і Медичним чинам тим тільки, котрі справді перебували під час боїв під ворожим вогнем…» |

І далі слідує попередження:
|  | «…За винятком поіменованих… рішуче ніхто не повинен носити медалей», крім особливих випадків, при яких «…Його Величність надає Собі давати… дозволу на це…». |

У зв'язку з цим суворо наказувалося, «...що усі ті чиновники чи чини, які не підходять під це правило і носили медалі, того ж часу зняли і повернули до чергування головної армії».
Медаль видавалася на стрічці ордена Андрія Первозванного (блакитній) і носили її з особливою урочистістю усі учасники бойових битв від простого солдата до фельдмаршала. Усього було видано срібних медалей 250 000 штук. Були виготовлені подібного роду срібні медалі та меншого розміру (діаметром не 28, а 22 мм) з поперечним вушкам та протягнутим у нього кільцем для підвішування на стрічку. Такі медалі мали кавалеристи.
Медаль на згадку вітчизняної війни спочатку передбачалося виконати з профільним портретом імператора Олександра I. Але з якихось невідомих причин натомість зображення медаль була викарбувана з променистим «всевидячим оком» Всевишнього. Але солдати, дивлячись на цю медаль, згадували про колишнього великого фельдмаршала - героя війни і "... говорили, ніби це "око" самого Кутузова: "у нього, батька, одне око, та він їм більше бачить, ніж другий двома".

## Бронзова медаль
Через вісім місяців після видачі срібної медалі, вже наприкінці всієї закордонної кампанії, маніфестом від 30 серпня 1814 року було засновано ще одну медаль, виконану вперше в історії медалістики з темної бронзи (міді), але тими ж штемпелями, що раніше срібна. Вона призначалася для нагородження дворянства та купецтва, які сприяли перемозі армії у цій війні.
|  | «Шляхетне дворянство наше, — пишеться в маніфесті, — ...з давніх-давен благочестиве, здавна хоробре... багаторазовими дослідами довело... відданість і любов до... Вітчизни, особливо ж нині виявило безприкладну ревнощі щедрою пожертвою не тільки майна, а й самої крові та життя свого, та прикраситься бронзовою на Володимирській стрічці медалію з тим самим зображенням, яке вже на (срібної бойової) медалі, заснованої на 1812 рік. Цю бронзову ... медаль нехай покладуть на себе батьки або старійшини сімейств, в яких, по смерті тих, що носили її, залишається вона в збереженні у їх нащадків, як знак наданих цього року предками їхніх незабутніх заслуг Батьківщині.…». |

Тому на деяких військових чинах можна було бачити поряд із срібною та медаль із темної бронзи. Її вони отримували як старші у дворянському роді. І далі в маніфесті вказується:
|  | «Імените купецтво, що приймало в загальних ревнощах і завзятті знатну участь, нехай прийме з вуст Наших благовоління і вдячність. На ознаменування ж тих із них, які принесли відмінні й важливі заслуги, наказали Ми розглянути оні, і за поданням винагородимо їх тією ж бронзовою... медалію, на стрічці ордена Святі Анни». |

А ще через один рік та сім місяців за указом від 8 лютого 1816 року було дозволено носити такі самі медалі з темної бронзи найстарішим жінкам дворянського роду. А щоб виглядали на них нагороди привабливіше, дозволялося носити медалі зменшених розмірів.

## Зображення медалей

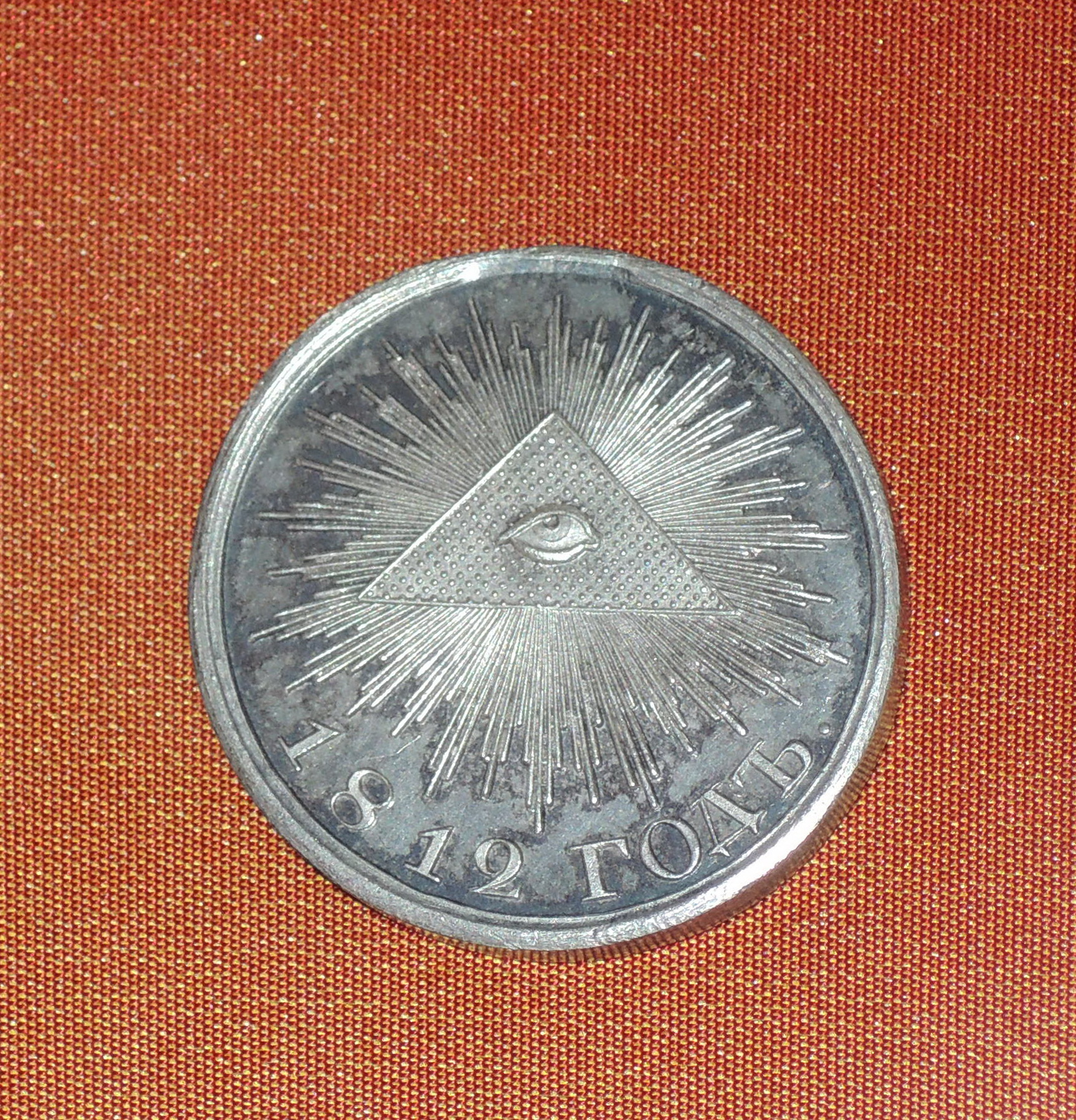
Срібна Аверс
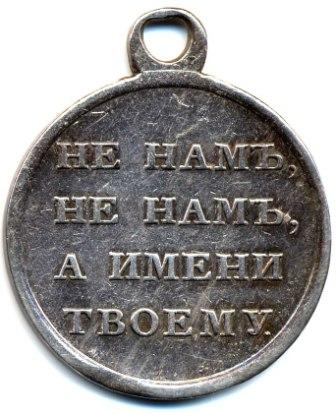
Срібна Реверс
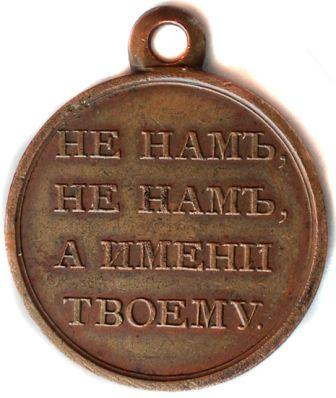
Бронзова Реверс

## Указ Миколи II про носіння медалей

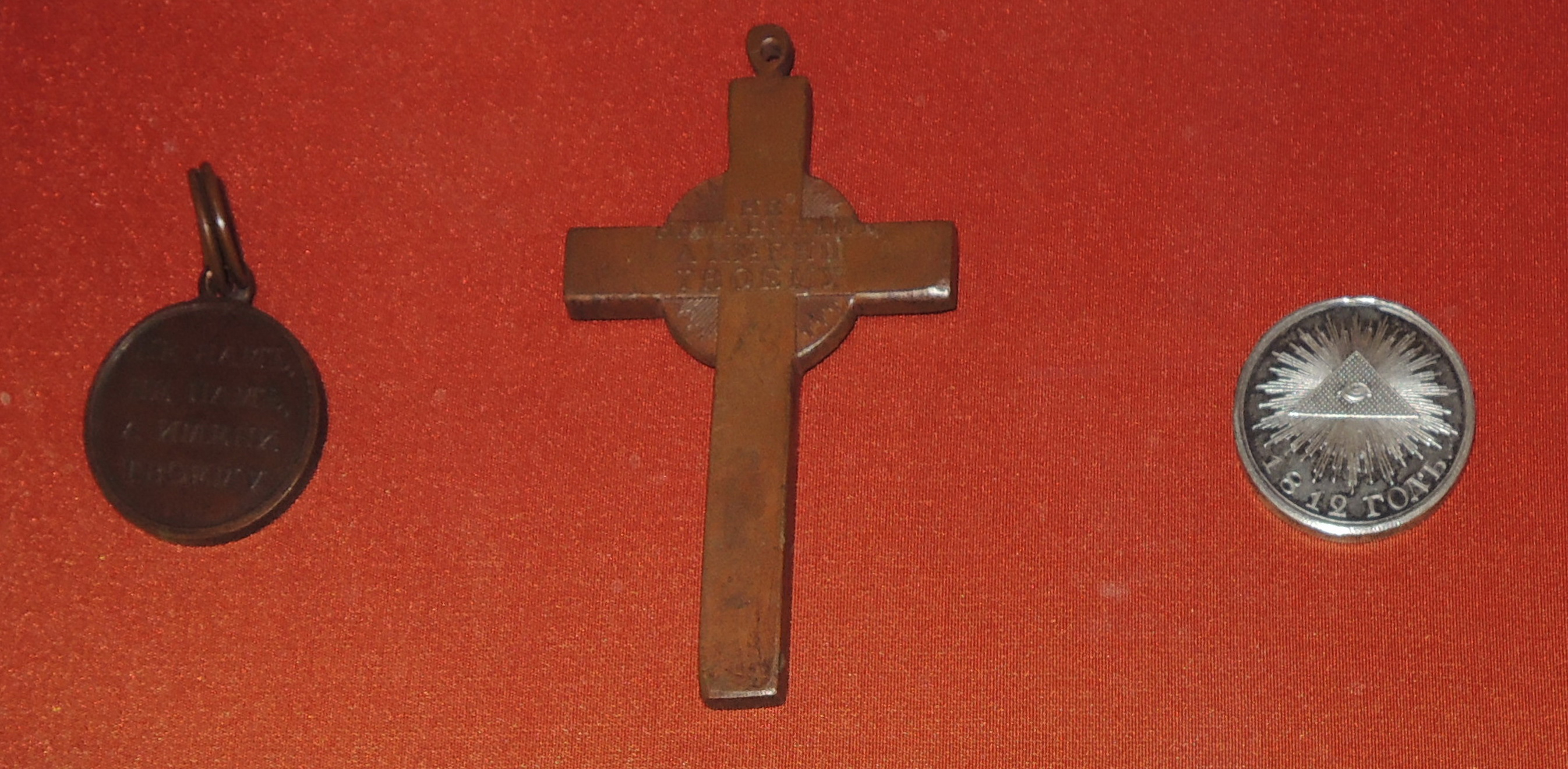
1. Нагородна медаль «На згадку Вітчизняної війни 1812». 1813. Мідь; 2. Хрест нагородний наперсний для православного духовенства на згадку про Вітчизняну війну 1812 року. 1814. Мідь; 3. Нагородна медаль «На згадку Вітчизняної війни 1812». 1813. Срібло

У рік 100-річного ювілею Вітчизняної війни 1812 року імператором Миколою II було (15 серпня 1912 року) затверджено положення «Про носіння встановлених Маніфестом 30 серпня 1814 року медалі… нащадками…», згідно з яким їм представлялося «…право по смерті батьків та старших … як зберігання, а й носіння медалей 1812 року, як дворянських, і купецьких…» Таке право поширювалося й у осіб жіночої статі. Наслідували і наперсні хрести за 1812 рік.
Нащадки, які не зберегли справжніх медалей того часу, мали право виготовити їх у приватних майстернях. Нерідко подібні нагороди виглядали витонченіше і добротніше за державні.